# Wielcy mistrzowie zakonu joannitów
Wielcy mistrzowie i namiestnicy Zakonu Kawalerów Maltańskich:

## Jerozolima
- do 3 września 1120 – Gérard Tonque
- 1120–1158/1160 – Raymond du Puy
- 1158/1160–1162/1163 – Auger de Balben
- 1162/1163 – Arnaud de Comps
- 1163–1169/1170 – Gilbert de Aissailly
- ok. 1170–1172 – Gastone de Murols
- 1172–1177 – Gilbert z Syrii
- 1177–1187 – Roger de Moulins
- 1187–1190 – Hermangard d’Asp

## Margat
- 1190–1192 – Garnier de Naplouse
- 1193–1202 – Geoffrey de Donjon
- 1203–1206 – Alfons z Portugalii

## Akka
- 1206–1207 – Geoffrey le Rat
- 1207–1228 – Guerin de Montaigu
- 1228–1231 – Bertrand de Thessy
- 1231–1236 – Guerin de Montacute (Guerin Lebrun)
- 1236–1240 – Bertrand de Comps
- 1240–1242 – Pierre de Vielle-Bride
- 1242–1258 – Guillaume de Chateauneuf
- 1258–1277 – Hugues de Revel
- 1277–1284 – Nicolas Lorgne
- 1284–1291 – Jean de Villiers

## Cypr
- 1291–1293 – Jean de Villiers
- 1294–1296 – Odon de Pins
- 1296–1305 – Guillaume de Villaret
- 1305–1310 – Foulques de Villaret

## Rodos
- 1310–1319 – Foulques de Villaret
- 1319–1346 – Helion de Villeneuve
- 1346–1353 – Dieudonné de Gozon
- 1353–1355 – Pierre de Corneillan
- 1355–1365 – Roger de Pins
- 1365–1374 – Raymond Berenger
- 1374–1376 – Robert de Juliac
- 1376–1396 – Jean Fernandez de Heredia
- 1383–1395 – Riccardo Caracciolo (konkurent wielkiego mistrza)
- 1396–1421 – Philibert de Naillac
- 1421–1437 – Antonio Fluvian de Riviere
- 1437–1454 – Jean de Lastic
- 1454–1461 – Jacques de Milly
- 1461–1467 – Piero Raimondo Zacosta
- 1467–1476 – Giovanni Battista Orsini
- 1476–1503 – Pierre d’Aubusson
- 1503–1512 – Emery d’Amboise
- 1512–1513 – Guy de Blanchefort
- 1513–1521 – Fabrizio del Carretto
- 1521–1523 – Philippe Villiers de L’Isle Adam

## Viterbo
- 1523–1530 – Philippe Villiers de L’Isle Adam

## Malta
- 1530–1534 – Philippe Villiers de L’Isle Adam
- 1534–1535 – Piero de Ponte
- 1535–1536 – Didier de Saint-Jaille
- 1536–1553 – Juan de Homedes
- 1553–1557 – Claude de la Sengle
- 1557–1568 – Jean de la Valette
- 1568–1572 – Pietro del Monte
- 1572–1581 – Jean de la Cassiere
- 1581–1595 – Hugues Loubenx de Verdalle
- 1595–1601 – Martin Garzes
- 1601–1622 – Alof de Wignacourt
- 1622–1623 – Luis Mendes de Vasconcellos
- 1623–1636 – Antoine de Paule
- 1636–1657 – Juan de Lascaris-Castellar
- 1657–1660 – Martin de Redin
- 1660 – Annet de Clermont-Gessant
- 1660–1663 – Raphael Cotoner
- 1663–1680 – Nicolas Cotoner
- 1680–1690 – Gregorio Carafa
- 1690–1697 – Adrien de Wignacourt
- 1697–1720 – Ramon Perellos y Roccaful
- 1720–1722 – Marc’Antonio Zondadari
- 1722–1736 – Antonio Manoel de Vilhena
- 1736–1741 – Ramon Despuig
- 1741–1773 – Manuel Pinto da Fonseca
- 1773–1775 – Francisco Ximenes de Texada
- 1775–1797 – Emmanuel de Rohan-Polduc
- 1797–1799 – Ferdinand von Hompesch zu Bolheim

## Sankt Petersburg
- 1799–1801 – Paweł I (de facto), także car Rosji
- 1801–1803 – Nikołaj Iwanowicz Sałtykow (namiestnik Wielkiego Magisterium) (de facto)

## Mesyna
- 1803–1805 – Giovanni Battista Tommasi

## Katania
- 1803–1805 – Giovanni Battista Tommasi
- 1805–1814 – Innico Maria Guevara-Suardo (namiestnik Wielkiego Magisterium)
- 1814–1821 – André Di Giovanni (namiestnik Wielkiego Magisterium)
- 1821–1825 – Antoine Busca (namiestnik Wielkiego Magisterium)

## Ferrara
- 1826–1834 – Antoine Busca (namiestnik Wielkiego Magisterium)

## Rzym
- - 1834–1845 – Carlo Candida (namiestnik Wielkiego Magisterium)
  - 1845–1864 – Philippe di Colloredo-Mels (namiestnik Wielkiego Magisterium)
  - 1865–1871 – Alessandro Borgia (namiestnik Wielkiego Magisterium)
  - 1871–1879 – Giovanni Battista Ceschi a Santa Croce (namiestnik Wielkiego Magisterium)
- 1879–1905 – Giovanni Battista Ceschi a Santa Croce
- 1905–1931 – Caleazzo von Thun und Hohenstein
- 1931–1951 – Ludovico Chigi della Rovere Albani
  - 1951–1955 – Antoine Hercolani Fava Simonetti (namiestnik ad interim)
  - 1955–1962 – Ernesto Paterno Castello di Carcaci (namiestnik wielkiego mistrza)
- 1962–1988 – Angelo de Mojana di Cologna
  - styczeń–kwiecień 1988 – Jean Charles Pallavicini (namiestnik ad interim)
- 1988–2008 – Andrew Willoughby Ninian Bertie
  - luty 2008 – marzec 2008 – Giacomo dalla Torre del Tempio di Sanguinetto (namiestnik ad interim)
- 2008–2017 – Matthew Festing
  - styczeń 2017 – kwiecień 2017 – Ludwig Hoffmann von Rumerstein (namiestnik ad interim)
  - kwiecień 2017 – maj 2018 – Giacomo dalla Torre del Tempio di Sanguinetto (namiestnik ad interim)
- 2018–2020 – Giacomo dalla Torre del Tempio di Sanguinetto
  - 2020 Ruy Gonçalo do Valle Peixoto de Villas Boas (namiestnik ad interim)
  - listopad 2020 – czerwiec 2022 – Marco Luzzago (namiestnik wielkiego mistrza)
  - 2022 Ruy Gonçalo do Valle Peixoto de Villas Boas (namiestnik ad interim)
  - czerwiec 2022–maj 2023 – John T. Dunlap (namiestnik wielkiego mistrza)
- od 2023 – John T. Dunlap